# Primo movimento architettonico nazionale

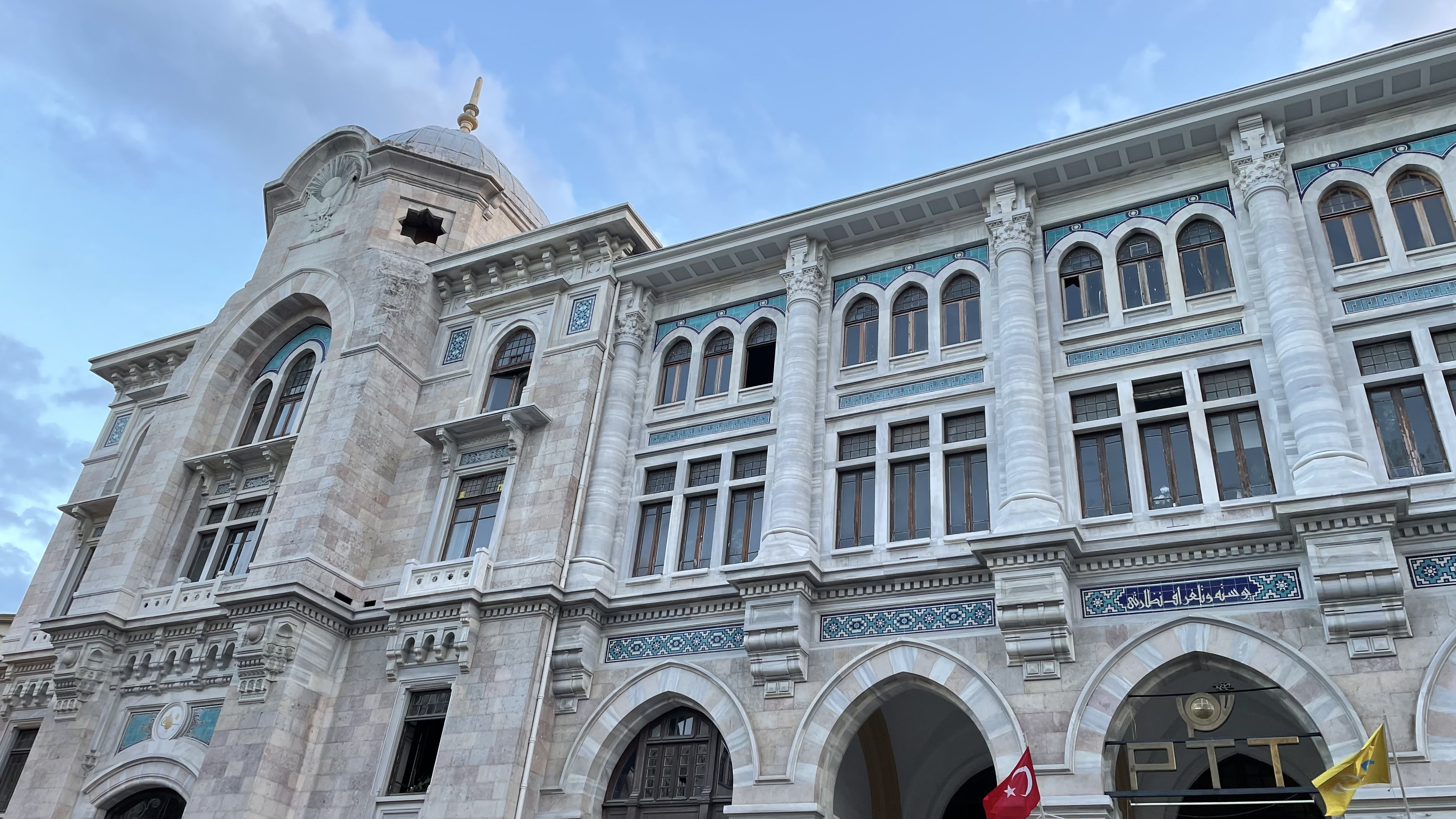
Il Grande Ufficio Postale di Sirkeci, a Istanbul, è considerato il primo edificio costruito in stile neoclassico turco.

Il Primo movimento architettonico nazionale (in turco Birinci Ulusal Mimarlık Akımı), indicato in Turchia anche come Rinascimento architettonico nazionale (in turco Millî Mimari Rönesansı), o Architettura neoclassica turca (in turco Neoklasik Türk Üslûbu), è stato un periodo dell'architettura turca che ha avuto la massima diffusione tra il 1908 e il 1930, ma che è proseguito fino alla fine degli anni Trenta.
Ispirato all'ottomanesimo, il movimento ha cercato di catturare gli elementi classici dell'architettura ottomana e selgiuchide anatolica e di utilizzarli nella costruzione di edifici moderni. Nonostante lo stile si concentri sugli aspetti ottomani,la sua diffusione maggiore avvenne durante il primo decennio della Repubblica di Turchia.
Gli architetti più importanti del movimento furono Ahmet Kemaleddin e Vedat Tek, che ne furono i pionieri, così come Arif Hikmet Koyunoğlu e l'architetto ottomano di origine italiana Giulio Mongeri.

## Storia

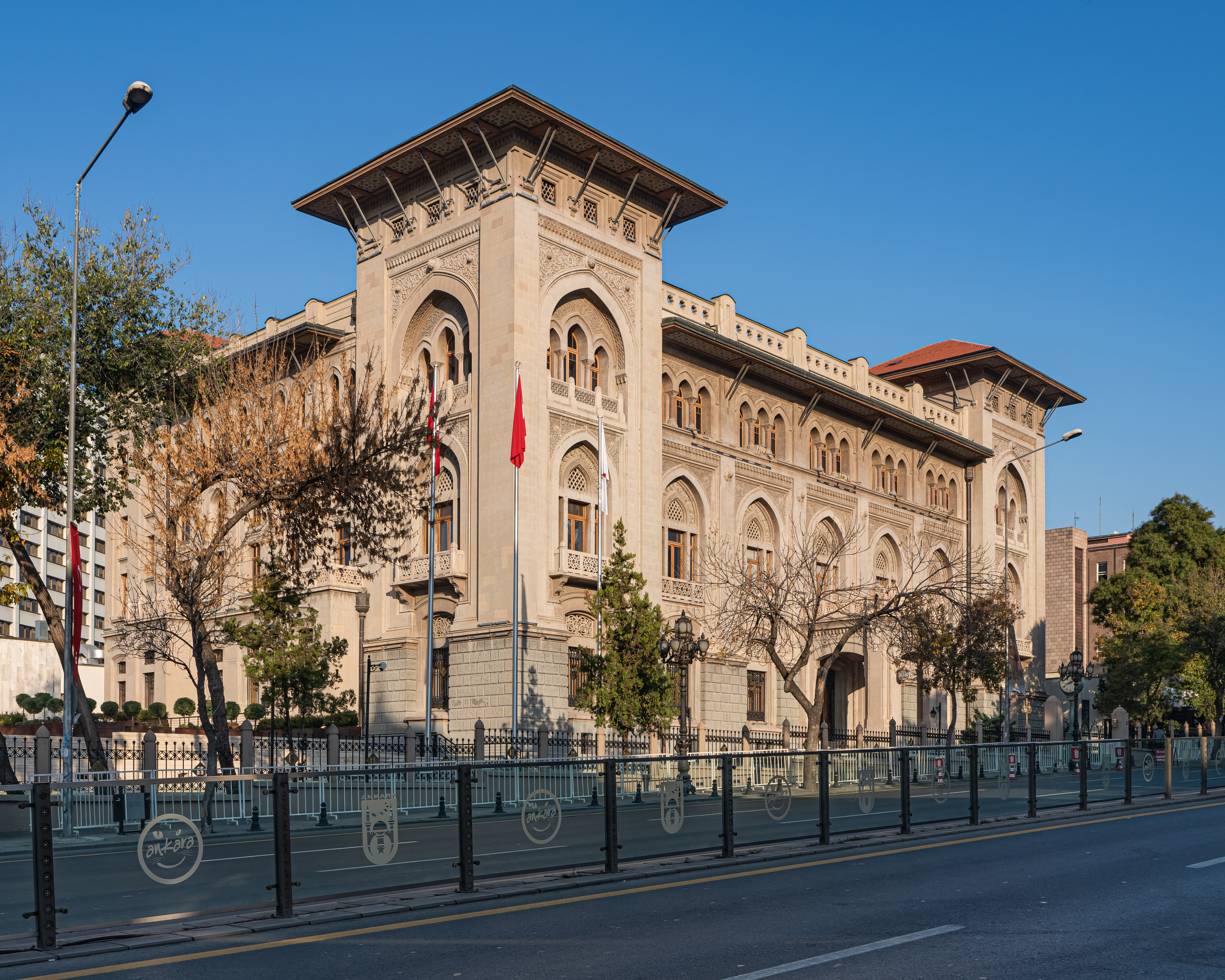
L'edificio della sede generale della Ziraat Bankası ad Ankara è un esempio importante del movimento.

Il movimento nacque all'inizio del XX secolo nella capitale dell'Impero ottomano, Costantinopoli, con l'obiettivo di riportare elementi "turchi" nella costruzione e nella progettazione di nuovi edifici. Sin dalla fine del XVIII secolo e fino all'inizio del XX secolo, i movimenti architettonici europei come il barocco, il neoclassico e il rococò furono gli stili scelti per la costruzione della maggior parte degli edifici imperiali.
Il primo edificio in stile neoclassico turco è il Grande Ufficio Postale (1905-1909), opera di Vedat Bey a Sirkeci, Istanbul. L'edificio riprende elementi classici ottomani del XVI secolo, come la lavorazione della pietra bicolore e i motivi geometrici islamici. Ciò diede il via al movimento a cui fu dato il nome di Nuova architettura ottomana. Dopo la Rivoluzione dei Giovani Turchi del 1908, il nuovo governo promosse l'architettura del Rinascimento Ottomano, in contrasto con i numerosi edifici costruiti in stile europeo occidentale. I nuovi edifici governativi e pubblici costruiti durante l'ultimo decennio dell'impero furono principalmente progettati in stile neo-ottomano: fra questi il 7° liceo Reşadiye di Eyüp (1911), il molo di Beşiktaş (1913), il Monumento ai Martiri dell'Aviazione (1916) e la nuova sede del Comitato di Unione e Progresso, che una volta completata, nel 1920, sarebbe diventata la prima sede della Grande Assemblea Nazionale Turca.  Anche dopo la fine della Prima Guerra Mondiale, durante l'occupazione alleata di Costantinopoli, i nuovi edifici adottarono questo stile. Gli Appartamenti Tayyare, opera di Ahmet Kemaleddin, furono costruiti tra il 1918 e il 1922, durante l'occupazione.
.

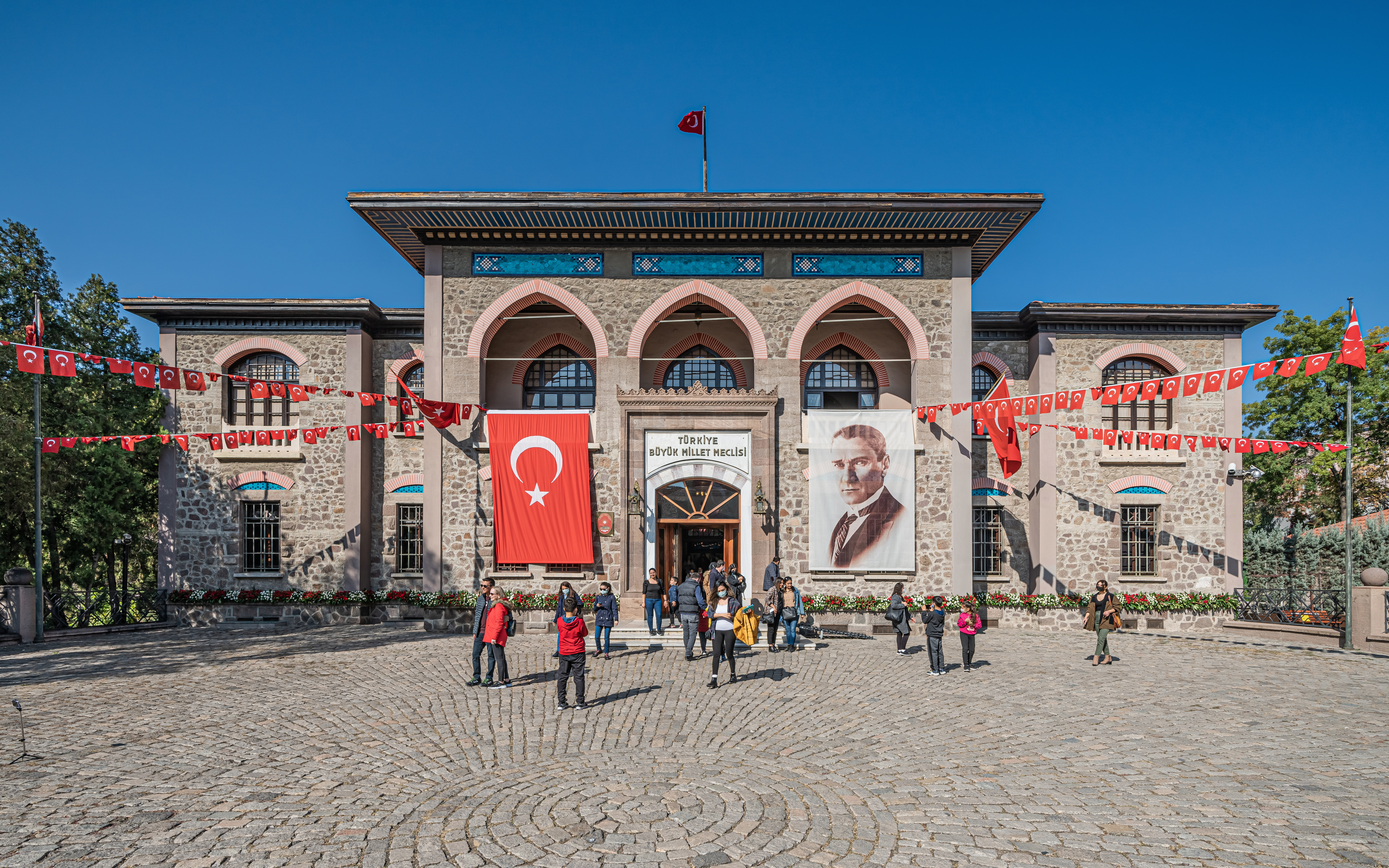
Il secondo edificio del Parlamento della Turchia (1924) è stato costruito in stile neoclassico turco

Dopo la guerra d'indipendenza turca e la successiva formazione della Repubblica di Turchia, il nuovo governo, guidato dal presidente Mustafa Kemal, promosse ulteriormente questo stile architettonico che avrebbe vissuto i suoi anni d'oro negli anni Venti. Gli edifici governativi successivi, come il secondo edificio della Grande Assemblea Nazionale (1924), la sede generale del Ministero delle Finanze (1925) e la sede generale del Ministero della Cultura (1927), furono tutti costruiti in stile neoclassico turco.
A causa dell'elevata richiesta di edifici e della mancanza di architetti turchi, le influenze occidentali si affermarono nuovamente nell'architettura degli anni Trenta. Il governo turco coinvolse diversi architetti europei, come Clemens Holzmeister ed Ernst Egli, per progettare molti edifici in questo periodo. Tuttavia, ciò portò a un mix di architettura moderna e neoclassica turca, come si vede in particolare nell'edificio della stazione di Sivas (1934).
Il mix di stili architettonici portò al Secondo movimento architettonico nazionale (1939-1950).

## Edifici degni di nota
- Grande Ufficio Postale (1909) a Sirkeci, Istanbul.
- Edificio della Direzione Generale del Catasto (1908) a Sultanahmet, Istanbul
- Edificio della stazione di Adana (1912) a Kurtuluş, Adana.
- Bulgur Palas (1912) ad Aksaray, Istanbul
- Molo di Beşiktaş (1913) a Beşiktaş, Istanbul.
- Edificio della stazione di Karaağaç (1914) a Karaağaç, Edirne.
- Casa di Vedat Tek a Nişantaşı, Istanbul.
- Primo edificio della Grande Assemblea Nazionale (1920) a Ulus, Ankara
- Appartamenti Tayyare (1922) a Laleli, Istanbul.
- Secondo edificio della Grande Assemblea Nazionale (1924) a Ulus, Ankara
- Edificio della stazione di Gazi (1926) ad Ankara
- Teatro Elhamra (1926) a Konak, İzmir
- Sede generale del Ministero della Cultura (1927) a Sıhhiye, Ankara
- Ankara Palas (1928) a Ulus, Ankara
- Sede Centrale della Ziraat Bankası (1929) a Ulus, Ankara.
- Museo statale di arte e scultura (1930) ad Altındağ, Ankara.
- Museo etnografico di Ankara (1928) a Ulus, Ankara.
- Secondi Appartamenti dell'Evkaf (1930) a Ulus, Ankara.

## Esempi

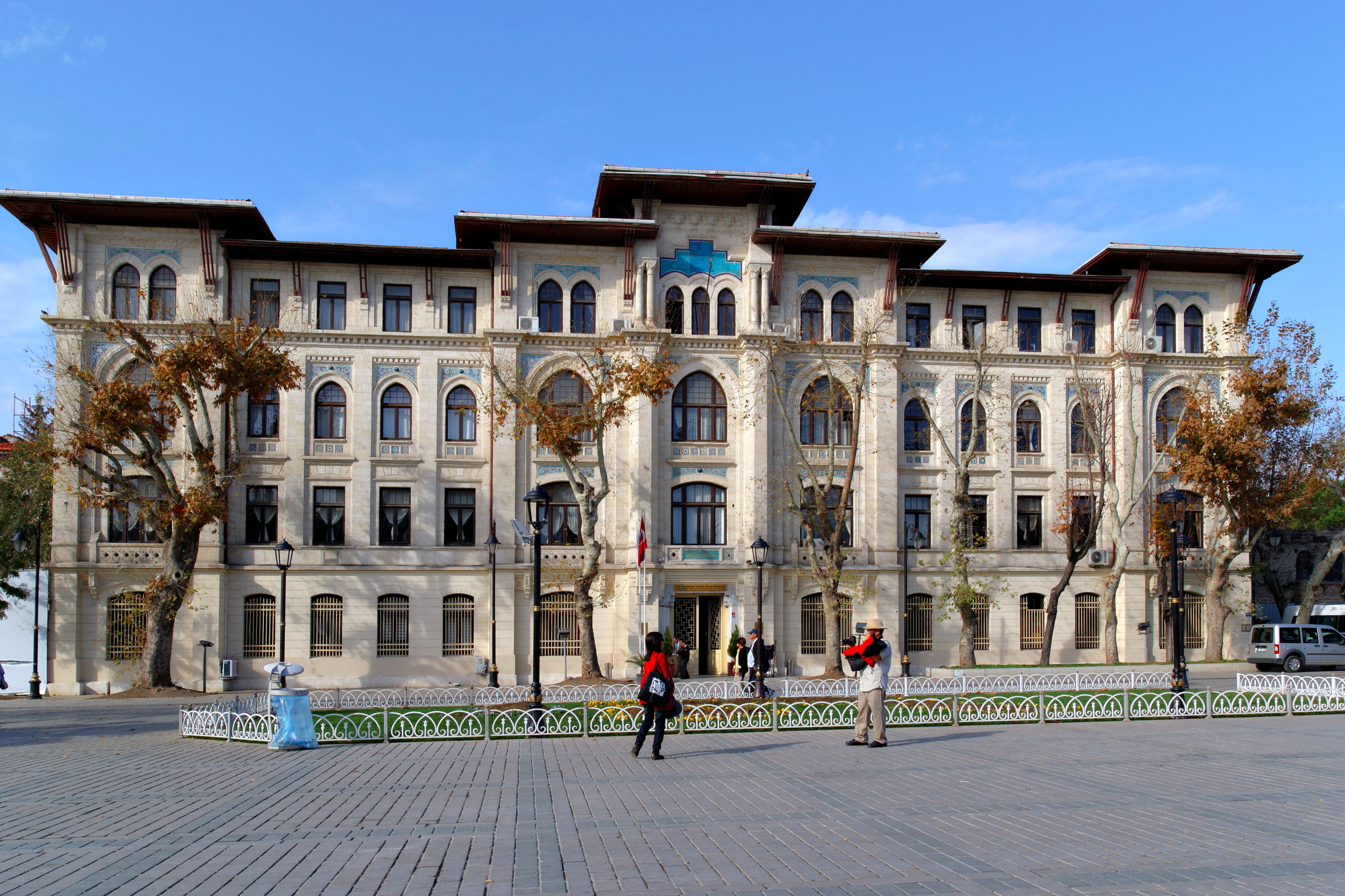
Edificio del Defter-i Hakani a Sultanahmet, Istanbul, costruito da Vedat Tek
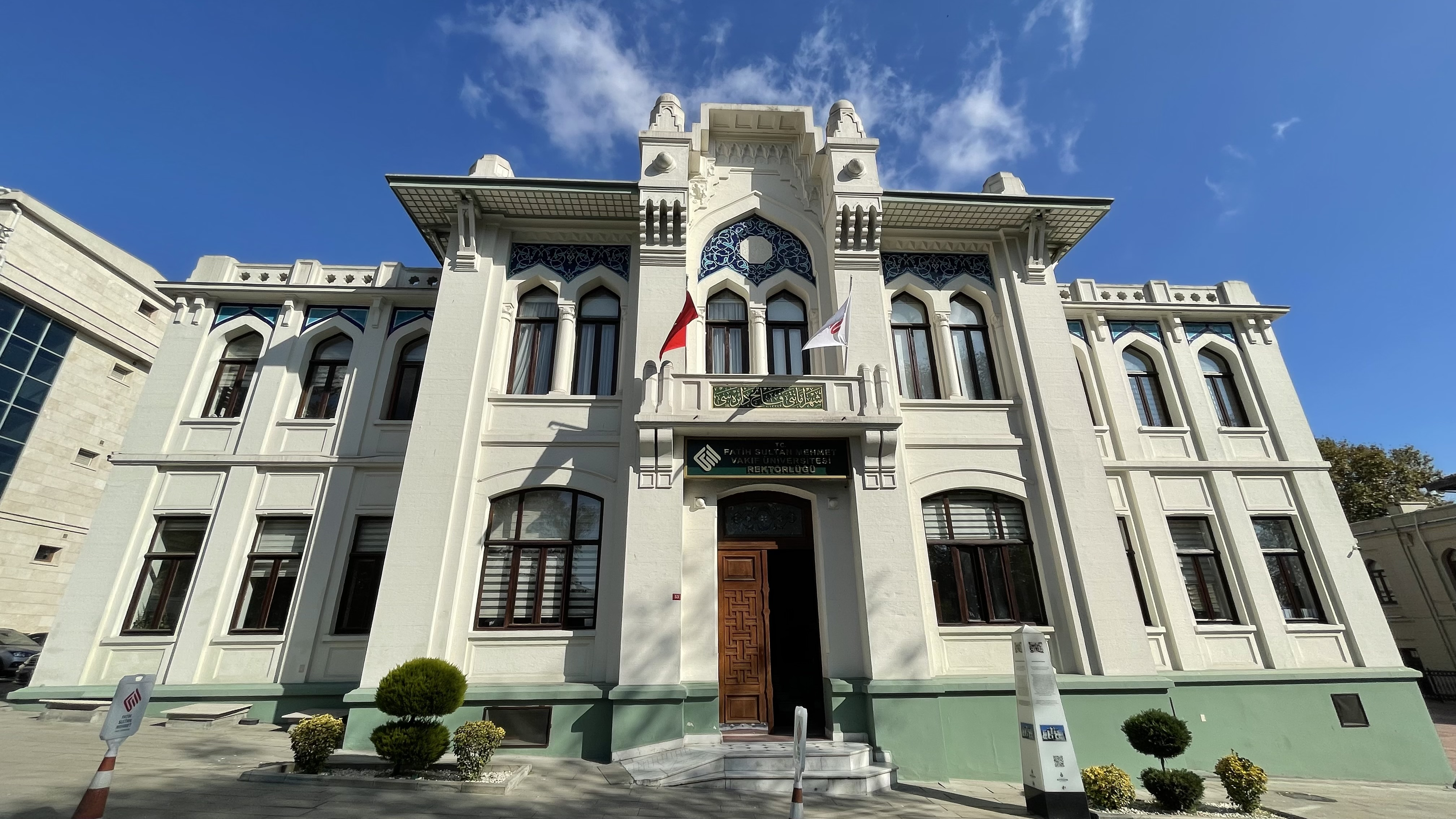
Vecchio edificio del Comune di Fatih costruito da Yervant Terziyan
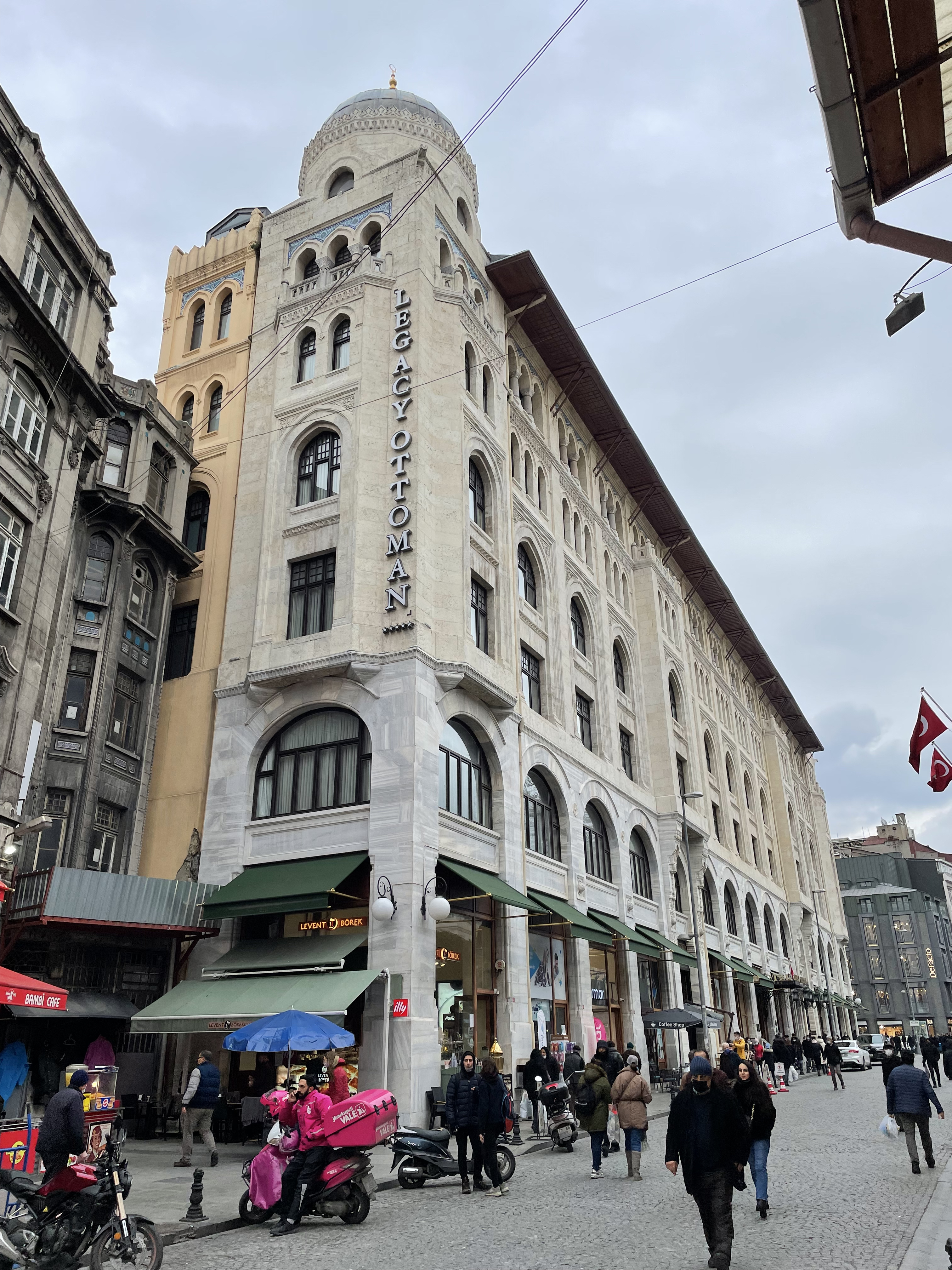
Dördüncü Vakıf Hanı a Eminönü, progettato da Mimar Kemaleddin (1911-1926).
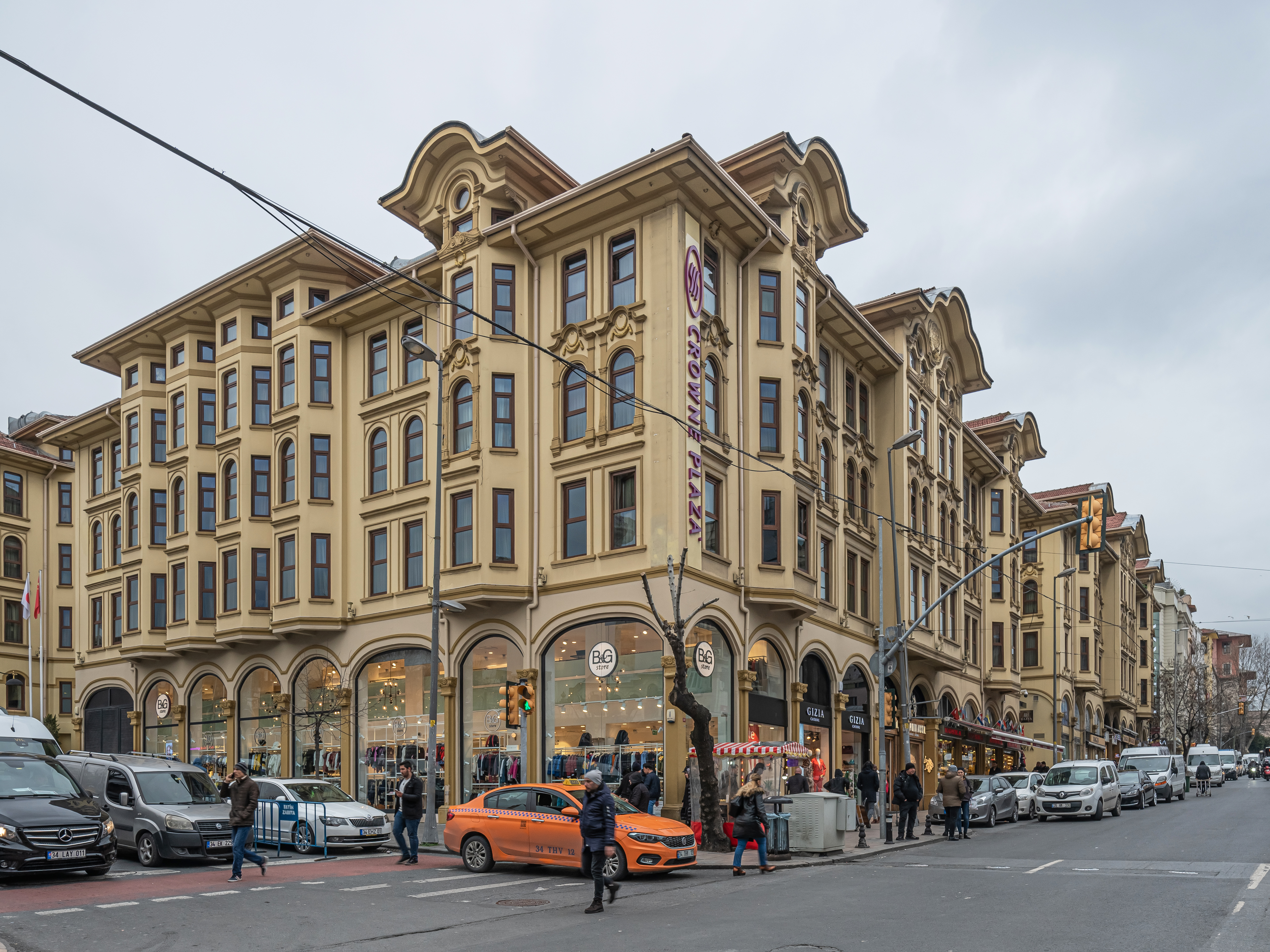
Appartamenti Tayyare a Laleli, Istanbul, progettati da Mimar Kemaleddin (1919-1922)
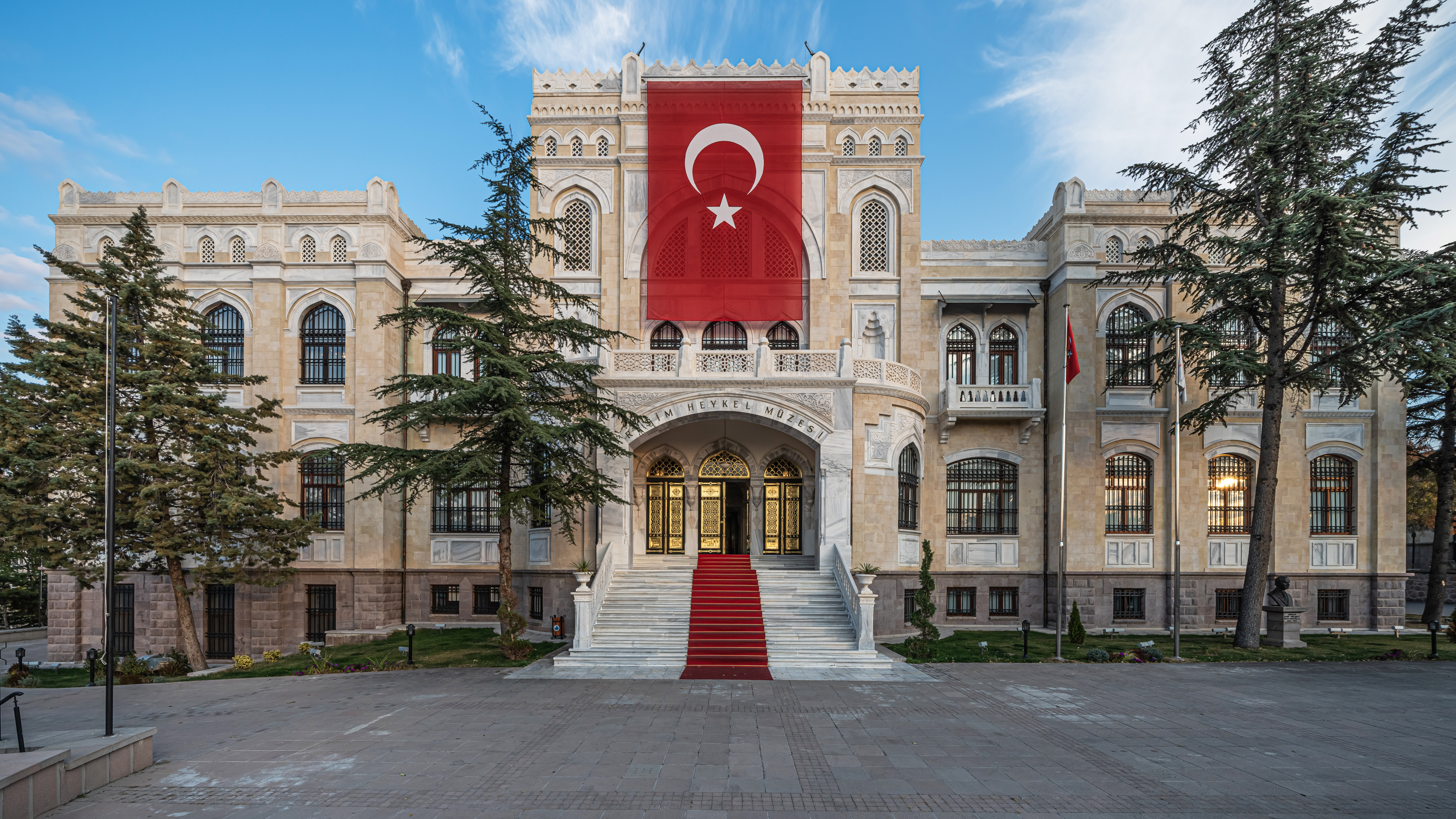
Museo statale di arte e scultura di Ankara, progettato da Arif Hikmet Koyunoğlu (1927-1930).
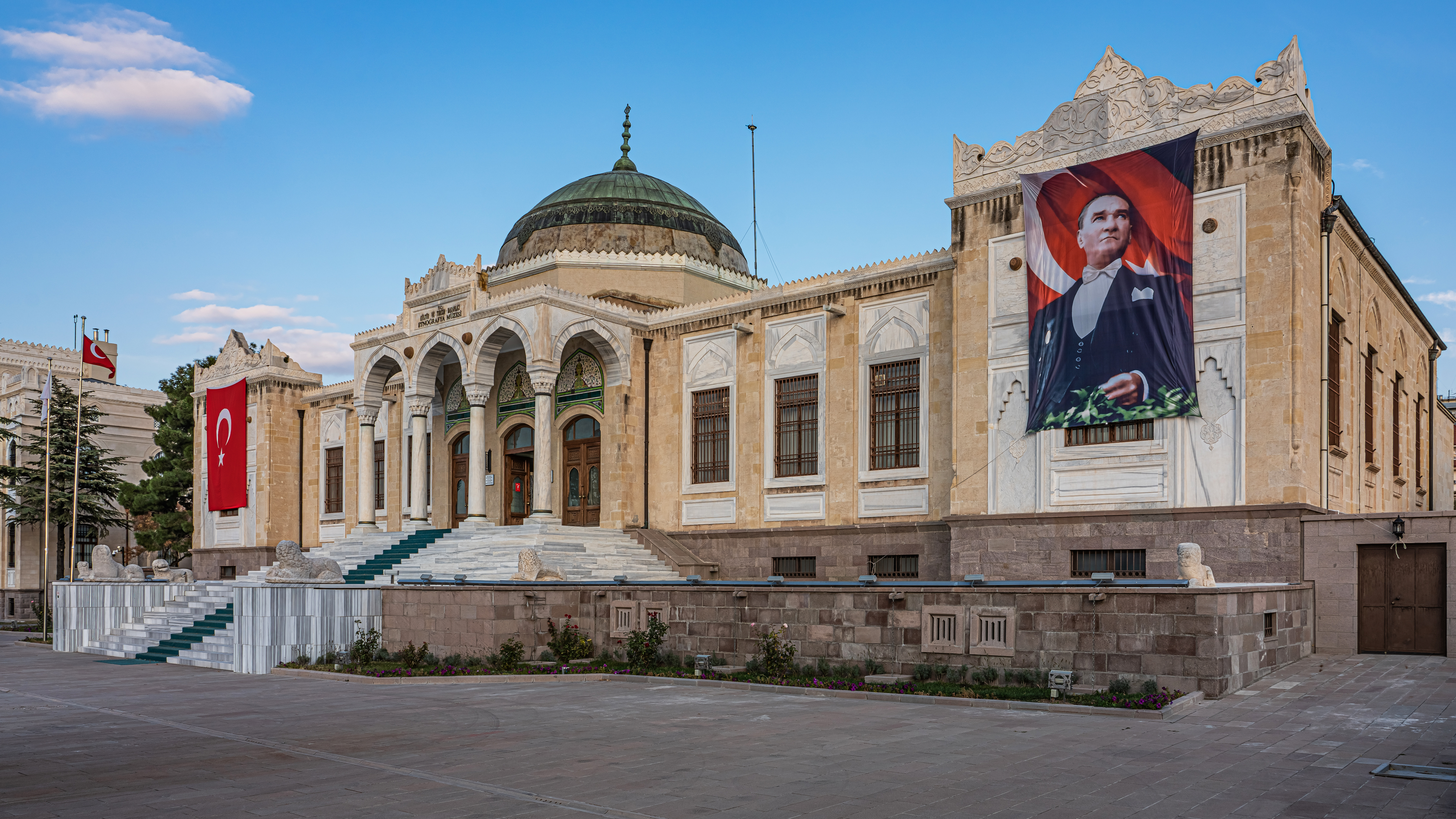
Museo Etnografico di Ankara progettato dall'architetto Arif Hikmet Koyunoğlu (1925-1928).
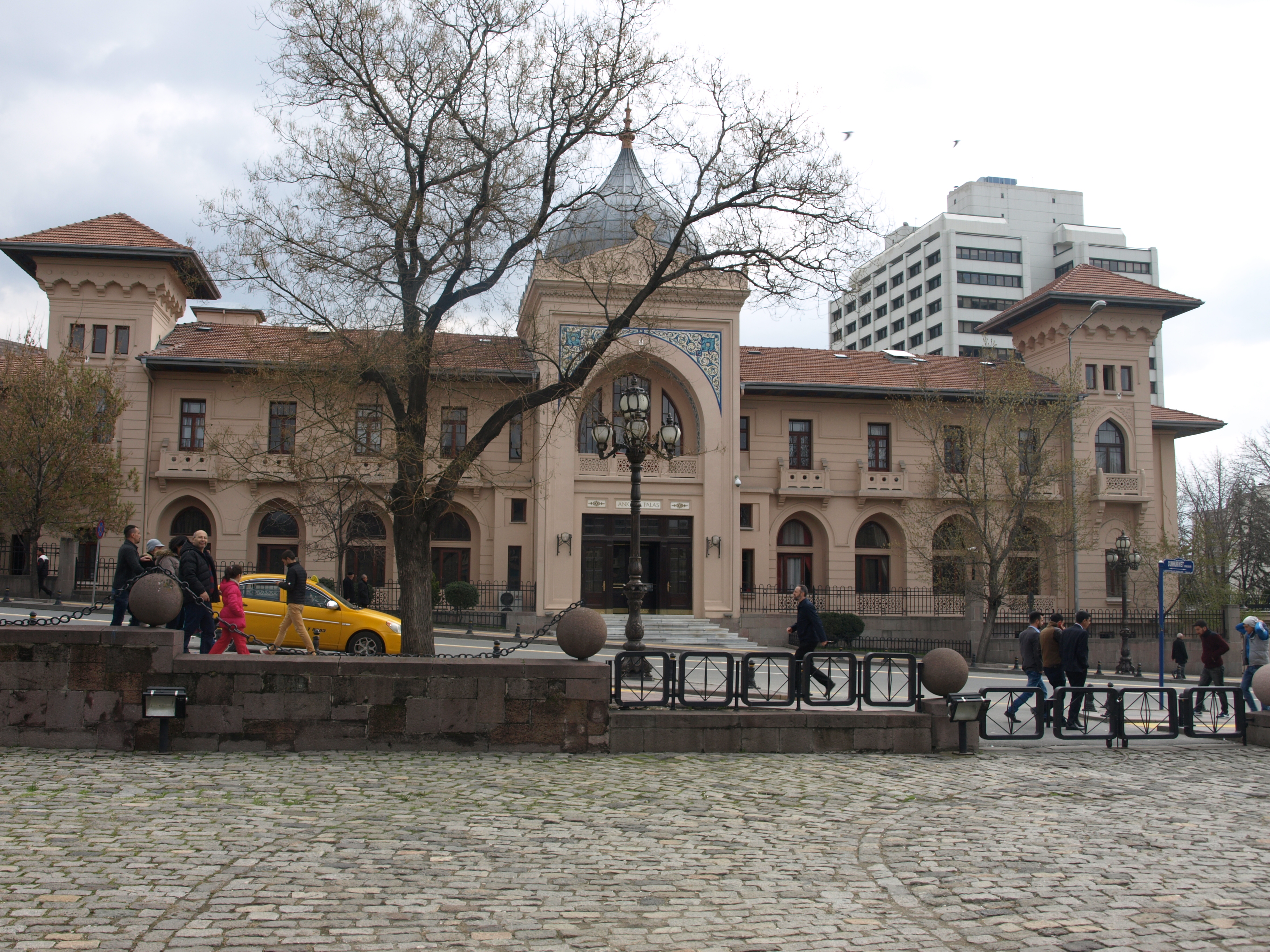
Ankara Palas